# Luigi Bortolussi
Luigi Bortolussi (Codroipo, 7 febbraio 1927 – Rovigo, 5 luglio 2012) è stato un politico italiano.

## Biografia
Nato a Codroipo il 7 febbraio 1927, visse a Rovigo e fu iscritto al registro dei revisori legali del Dipartimento della ragioneria generale dello Stato.
Esponente della Democrazia Cristiana, ha ricoperto la carica di consigliere comunale a Rovigo. Dal 1970 al 1975 è stato sindaco della città.
Diresse inoltre per alcuni anni il centro ENALC (Ente nazionale per l'addestramento dei lavoratori del commercio) di San Bortolo. È stato socio accademico dell'Accademia dei Concordi.
Morì a Rovigo il 5 luglio 2012.